# 中原涼
中原 涼（なかはら りょう、男性、1957年4月27日 - 2013年5月）は、日本の小説家。東北大学理学部天文学科卒業。
1980年に「笑う宇宙」で第3回奇想天外SF新人賞の佳作を受賞してデビュー。
1980年代後半より少女小説を執筆。講談社X文庫ティーンズハートから刊行された『アリス』シリーズは1998年、『アリスSOS』としてアニメ化されている。
2001年時点で日本SF作家クラブ会員だったが、2024年10月現在、クラブの物故会員名簿には名前がない。

## 作品リスト

### 少女小説

#### アリスシリーズ
NHK『天才てれびくん』内で『アリスSOS』としてアニメ化もされた。
『受験の国のアリス』は松本洋子、『地獄の国のアリス』は中山星香、『恐竜の国のアリス』は高橋千鶴とイラストが変わったが、以降はかやまゆみがイラストを務める。
- 受験の国のアリス（講談社X文庫ティーンズハート／1987.6）
- 地獄の国のアリス（講談社X文庫ティーンズハート／1988.4）
- 恐竜の国のアリス（講談社X文庫ティーンズハート／1988.6）
- ツッパリの国のアリス（講談社X文庫ティーンズハート／1988.11）
- ゲームの国のアリス（講談社X文庫ティーンズハート／1989.3）
- 偏差値の国のアリス（講談社X文庫ティーンズハート／1989.7）
- さかさの国のアリス（講談社X文庫ティーンズハート／1989.9）
- 近所の国のアリス（講談社X文庫ティーンズハート／1989.12）
- ミクロの国のアリス（講談社X文庫ティーンズハート／1990.3）
- 幽霊の国のアリス（講談社X文庫ティーンズハート／1990.7）
- お江戸の国のアリス（講談社X文庫ティーンズハート／1990.10）
- 校則の国のアリス（講談社X文庫ティーンズハート／1990.12）
- 卒業の国のアリス（講談社X文庫ティーンズハート／1991.3）
- 失恋の国のアリス（講談社X文庫ティーンズハート／1991.5）
- 悪魔の国のアリス（講談社X文庫ティーンズハート／1991.8）
- 占いの国のアリス（講談社X文庫ティーンズハート／1991.10）
- 部活の国のアリス（講談社X文庫ティーンズハート／1991.12）
- 妖怪の国のアリス（講談社X文庫ティーンズハート／1992.3）
- 料理の国のアリス（講談社X文庫ティーンズハート／1992.6）
- 神様の国のアリス（講談社X文庫ティーンズハート／1992.10）
- うしろの国のアリス（講談社X文庫ティーンズハート／1993.2）
- イジワルの国のアリス（講談社X文庫ティーンズハート／1993.5）
- 星座の国のアリス（講談社X文庫ティーンズハート／1993.9）
- おまじないの国のアリス（講談社X文庫ティーンズハート／1994.5）
- 王様の国のアリス（講談社X文庫ティーンズハート／1995.1）
- サラダの国のアリス（講談社X文庫ティーンズハート／1997.9）
- テレビの国のアリス（講談社X文庫ティーンズハート／1998.4）
- 勉強の国のアリス（講談社X文庫ティーンズハート／1998.6）
- 恐怖の国のアリス（講談社X文庫ティーンズハート／1998.8）
- 情熱の国のアリス（講談社X文庫ティーンズハート／1998.10）
- お金の国のアリス（講談社X文庫ティーンズハート／1998.12）
- 変身の国のアリス（講談社X文庫ティーンズハート／1999.3）
- アニメの国のアリス（講談社X文庫ティーンズハート／1999.7）
- 天使の国のアリス（講談社X文庫ティーンズハート／2000.5）
- アリス大学附属中学校（講談社X文庫ティーンズハート／2000.8）

#### シリーズ外作品
- 時間の国でつかまえて(講談社X文庫ティーンズハート／1987.12）
  - この作品がアリスシリーズの2作目に位置するともとれる。イラストは原ちえこ。
- ラブワールドしましょ(講談社X文庫ティーンズハート／1988.9）
- 恋の忍法ハート胸キュン おしゃれ忍者ルミちゃんシリーズ（徳間書店パステルシリーズ ／1989.3）
- 真夜中の心霊物語（講談社X文庫ティーンズハート／1992.9）
- カレーライス殺人事件（小学館パレット文庫／1993.12）
- タイムトリッパー 1866年ちひろ竜馬を救う（講談社X文庫ティーンズハート／2000.2）

### その他
- 宇宙パズル（地人書館／1984.11）
- ぬはは殺人者 エスパー・ヤッちゃん（光風社出版アルゴ文庫／1988.5）
- 笑う宇宙（地人書館／1989.2）
- 非登場人物 （地人書館／1989.6）
- ifがいっぱい（白泉社／1991.11）